# Ruido de sables (Chile)
Se denomina Ruido de sables al modo en que militares chilenos manifestaron su descontento durante la 71.ª Sesión Ordinaria del Senado de Chile, el 3 de septiembre de 1924.

## Descripción
Un grupo de jóvenes oficiales del ejército expresó su oposición a la aprobación de una «dieta parlamentaria» (salario o remuneración mensual), postergando la tramitación de las leyes sociales. Dichos oficiales fueron conminados por el Ministro de Guerra Gaspar Mora Sotomayor a abandonar inmediatamente el recinto. Al hacerlo, golpearon las conteras de sus sables contra el suelo de mármol como señal de desafío y de respaldo a la agenda social del presidente Arturo Alessandri Palma. Comandaba el entonces instructor de la Escuela Militar, el después presidente, Carlos Ibáñez del Campo.
Ante dicha presión, el Congreso Nacional aprobó en la sesión del 8 al 9 de septiembre las iniciativas de corte social: jornada laboral de ocho horas, supresión del trabajo infantil, reglamentación del contrato colectivo, la ley de accidentes del trabajo y seguro obrero, legalización de los sindicatos, la ley de cooperativas y la creación de los tribunales de conciliación y arbitraje laboral; todas pospuestas anteriormente por ambas cámaras legislativas.  
Este hecho fue la primera incursión de los militares en la política chilena desde la Guerra Civil de 1891, pero en forma independiente de los grupos políticos. Además, es uno de los antecedentes del término de la llamada República Parlamentaria (1891-1925).

## Otros países
La expresión existe en muchos idiomas (ej. "sabre rattling" en inglés), pero en Chile ha adquirido el sentido de malestar de los militares con respecto a su propio gobierno o tentativa de golpe de Estado.